# Ultima uscita per Brooklyn
Ultima uscita per Brooklyn o Ultima fermata a Brooklyn (Last Exit to Brooklyn) è un romanzo dello scrittore statunitense Hubert Selby Jr, pubblicato per la prima volta nel 1964. Fu inizialmente bandito dal Regno Unito per oscenità ma diventò poi un romanzo di culto della letteratura underground americana. La storia è ambientata nel distretto di Brooklyn, New York, nel 1952 (durante la guerra di Corea), dove è in corso uno sciopero operaio. Durante lo sciopero si intrecciano le - spesso tragiche - storie di vari disadattati sociali che vivono nel quartiere.
Dal romanzo nel 1989 è stato tratto un film, per la regia di Uli Edel, uscito in Italia come Ultima fermata Brooklyn.

## Trama
Il romanzo è diviso in sei parti collegate tra loro. Ognuna di esse racconta però una storia.

### Parte Prima -Un altro giorno, un altro dollaro(Another Day, Another Dollar)
La prima parte narra del pestaggio di un militare da parte di un gruppo di teppisti di fronte al bar del "Greco", luogo ricorrente in tutto il romanzo. Il pestaggio avviene una sera, quando un battibecco sfocia in violenza. Ad un certo punto interviene la polizia che separa i teppisti dal soldato, a terra e insanguinato. Mentre un gruppo di militari di guardia alla caserma aiutano il compagno a rimettersi in piedi, i ragazzi che l'hanno picchiato se ne tornano al bar.

### Parte Seconda -È morta la Regina(The Queen Is Dead)
Al bar del "Greco" entra Georgette, una drag queen innamorata di Vincent, detto Vinnie, uno dei teppisti che poco prima hanno malmenato il militare. Sal (amico di Vinnie) e Vinnie le ridono in faccia ogni volta che lei cerca di fare un avance al secondo. Quando Georgette esce dal bar il gruppo di teppisti la segue e inizia a lanciarle ripetutamente un coltellino finché non le si conficca nel polpaccio. Sal e Vinnie tirano via il coltello fra le urla di dolore di lei e le fasciano la gamba. Quando Georgette chiede di essere portata in ospedale e non a casa dove ci sarà suo fratello, profondamente omofobo, i due rifiutano in quanto si verrebbe a sapere che è stata colpa loro se si è ferita. Vinnie spinge a forza Georgette in un taxi e arriva con lei fino a casa sua, dove la fa scendere. Il taxi se ne va con su Vinnie e Georgette non ha altra scelta se non salire in casa. Georgette, dipendente da benzedrina, inizia ad andare in crisi d'astinenza mentre entra in casa. La madre la vede ferita e capisce che sta male, quindi la fa stendere sul letto. Il fratello di Georgette arriva in camera e la ricopre di insulti tra le grida disperate della madre, che chiama un medico, cercando di rassicurare la figlia e dicendole che presto starà meglio.
Una sera Georgette va a una festa di drag queen a casa dell'amica Goldie, dove si strafanno di benzedrina. Arrivano anche Vinnie, Sal e altri amici tra cui Harry Black, il quale sta dirigendo uno sciopero di operai contro la loro azienda. Durante la festa i ragazzi del "Greco" Georgette non riesce a baciare Vinnie come si era prefissata. Pensa che sarà per la prossima volta e, girando per la casa, trova della morfina. Dopo essersela iniettata facendo fantasie su se stessa e Vinnie, muore di overdose.

### Parte Terza -E col bimbo siamo in tre(And Baby Makes Three)
La breve terza parte racconta del matrimonio tra un giovane operaio in sciopero e la figlia di un suo collega, in concomitanza col battesimo di loro figlio appena nato. Nel frattempo, il fratello della sposa è riuscito a comprare una sgangherata motocicletta come desiderava da tempo. La terza parte è l'unico momento di allegria nel corso del romanzo.

### Parte Quarta -Tralalà(Tralala)
Tralalà è una frequentatrice del bar del "Greco" che, collaborando con altri ragazzi adesca marinai e militari ubriachi promettendo loro rapporti sessuali per poi rubargli tutti i soldi. Quando scopre che i suoi collaboratori spesso si tengono più denaro di quello che gli spetta, decide di "mettersi in proprio" e, dopo essersi spostata in downtown, incontra in un bar un giovane militare che sta per partire per la Corea. I due passano la notte insieme e la mattina dopo lui dice a Tralalà che prova qualcosa per lei. Nei giorni seguenti Tralalà si fa viziare dal ragazzo, che le compra vestiti e gioielli. Quando deve partire per la Corea Tralalà lo accompagna al porto, dove prima di prendere la nave le lascia una busta. Tralalà, convinta che all'interno della busta ci siano dei soldi, trova invece una lettera d'amore. Delusa e arrabbiata, si sposta dal "Greco", dove si ubriaca e, dopo essersi spogliata, si offre ai clienti del locale, che la portano in una macchina e a turno hanno un rapporto sessuale con lei. Poi prendono un materasso e mettono la donna per terra. Uno degli uomini ad un certo punto le rompe una bottiglia di birra in faccia, ferendola. Tralalà, sputando denti e sangue, sviene, mentre i clienti del bar la violentano.

### Parte Quinta -Sciopero(Strike)
Harry Black lavora per un'azienda di Red Hook, i cui operai sottopagati stanno per entrare in un lungo sciopero, coordinato da lui. A casa ha una moglie, che maltratta e odia, e un figlio appena nato. Quando inizia lo sciopero tutti i dipendenti della fabbrica sono allegri e speranzosi di convincere i padroni dell'azienda ad accettare le condizioni del Sindacato. Nel frattempo Harry si approfitta dei fondi che gli dà il sindacato per riuscire ad andare avanti senza lavorare e li usa per pagarsi da bere e una sera, al "Greco", conosce una drag queen e si rende conto di essere omosessuale dopo aver passato la notte con lei. Per la prima volta prova vero amore per qualcuno. Le sere successive non vede più la drag queen di cui si era innamorato ma conosce Regina, un'altra travestita con cui inizia a uscire.
Dopo mesi di sciopero gli operai iniziano a stancarsi e a mettere in dubbio il lavoro di Harry, ma il Presidente del Sindacato dice di resistere ancora perché i padroni stanno per convincersi ad accettare le loro condizioni. Intanto l'azienda si fa spedire materiale già lavorato da un'altra sede e riesce ad andare avanti fin quando gli operai non tentano di assaltare i camion contenenti la merce, venendo fortemente contrastati dalla polizia. La sera dopo lo scontro fisico il Presidente del Sindacato paga duecento dollari a Vinnie e Sal che si offrono di far saltare in aria i camion dell'azienda. Così fanno e l'azienda, non avendo prove sufficienti ad accusare il Sindacato, è costretta ad accettare le condizioni degli operai. Si torna a lavorare e Harry rimane completamente senza soldi visto che durante lo sciopero era stato il Sindacato a dargli denaro per vivere. Harry va a casa di Regina e le propone di non uscire ma rimanere in casa a bere una birra perché non si può permettere di pagarle da bere. Lei gli risponde che vuole uscire e che deve smetterla di essere così morboso, quindi va dal "Greco" e lo lascia solo.
Harry vagando ubriaco per Brooklyn, incontra Joey, il figlio di Vinnie, e gli propone di bere una bibita. Joey accetta, quindi lo segue in un vicolo domandandosi in che bar Harry lo stia portando. I due si fermano dietro un cartello e Harry cerca di violentare Joey, che però si dilegua e chiama Vinnie e Sal, raccontandogli l'accaduto. Joey, il padre e Sal picchiano Harry e lo lasciano a terra insanguinato.

### Coda -Lafinedelmondo(Landsend)
Il romanzo si chiude con una panoramica su ciò che normalmente succede durante il giorno alle case popolari di Red Hook, presentando al lettore un universitario e una ragazza con un figlio che fanno di tutto pur di non apparire come le altre famiglie del quartiere, un gruppo di casalinghe ciniche e perverse, donne insoddisfatte, uomini violenti e pigri che tradiscono le mogli e inusuali litigi.

## Stile
Lo stile con cui è scritto il romanzo è il tipico di Selby, caratterizzato da flussi di coscienza, espressioni dialettali e uso improprio della grammatica. Non utilizza né virgolette né trattini per delimitare discorsi diretti come farà anche in Requiem per un sogno del 1978.

## Storia editoriale
È morta la Regina (The Queen Is Dead) fu uno dei primi racconti scritti da Selby, che lo pubblicò in tre riviste letterarie tra gli anni '50 e '60, Tralalà (Tralala) fu pubblicato nel 1961 sulla rivista letteraria The Provincetown Review. La pubblicazione del racconto suscitò uno scandalo che sfociò in causa legale. Gli altri racconti vennero pubblicati direttamente nel 1964 in Ultima uscita per Brooklyn.

### Accoglienza
La critica elogiò il libro, popolare soprattutto tra membri della letteratura americana underground come Anthony Burgess e il poeta Allen Ginsberg che affermò che "questo libro esploderà sull'America come un'infernale granata arrugginita e fra cent'anni sarà ancora letto avidamente". Il libro fu inoltre molto apprezzato dal musicista statunitense Lou Reed, allora ventenne.

## Controversie
Marion Boyars e John Calder acquistarono i diritti del libro per l'edizione britannica e il romanzo fu bandito dal Regno Unito per oscenità, per poi essere ripubblicato nel gennaio 1996 ricevendo critiche positive e vendendo circa 14,000 copie.
Cyril Black, politico conservatore britannico, iniziò una prosecuzione privata del libro prima di quella pubblica da parte della Magistrates' Court di Marlborough Street sotto il giudice Leo Gradwell. Fu aperta un'azione legale contro il libro. Durante l'udienza si decise che nessuna libreria sarebbe stata autorizzata a vendere copie del romanzo entro i confini della Magistrates' Court di Marlborough Street, ovvero entro i confini di Soho.
Successivamente ci fu un ulteriore processo al libro che valse per il resto del Regno Unito. Al termine del processo, che durò nove giorni, la sentenza emessa bandì il romanzo dal territorio britannico e il giudice Graham Rigers affermò che le donne "potrebbero sentirsi imbarazzate dovendo leggere un libro che tratta di omosessualità, prostituzione, assunzione di droga e perversione sessuale" nonostante nella giuria non fosse presente alcuna donna.

## Influenza culturale
- L'album della band inglese The Smiths The Queen Is Dead prende nome dal secondo episodio del romanzo, È morta la Regina.[4]
- L'episodio 17 della stagione 4 della serie americana I Simpson si chiama Last Exit to Springfield e tratta di uno sciopero alla centrale nucleare di Springfield, parodiando Sciopero, il quarto episodio del romanzo.[5]
- La band inglese Alt-J ha composto un brano intitolato Fitzpleasure ispirato al quarto episodio del romanzo, Tralalà.[6]

## Edizioni
- Hubert Selby Jr, Ultima fermata a Brooklyn, traduzione di Attilio Veraldi, 1ª ed., Feltrinelli, 1966, ISBN non esistente.
- Hubert Selby Jr, Ultima fermata a Brooklyn, collana Universale Economica Feltrinelli, traduzione di Attilio Veraldi, 2ª ed., Feltrinelli, 1977, ISBN 8807807823.
- Hubert Selby Jr, Ultima fermata a Brooklyn, collana I Narratori, traduzione di Attilio Veraldi, 4ª ed., 1989, ISBN 8807013908.
- Hubert Selby Jr, Ultima fermata a Brooklyn, collana Universale Economica Feltrinelli, traduzione di Attilio Veraldi, 5ª ed., Feltrinelli, 1990, ISBN 8807811146.
- Hubert Selby Jr, Ultima fermata a Brooklyn, collana Universale Economica Feltrinelli, traduzione di Attilio Veraldi, 6ª ed., Feltrinelli, 2000, ISBN 8807811146.
- Hubert Selby Jr, Ultima fermata a Brooklyn, collana Universale Economica Feltrinelli, traduzione di Attilio Veraldi, 7ª ed., Feltrinelli, 2010, ISBN 8807721813.
- Hubert Selby Jr, Ultima uscita per Brooklyn, collana BIGSUR, traduzione di Martina Testa, 8ª ed., SUR, 2017, ISBN 8869980898.